# Edi Reichart
Edi Reichart (* 17. Februar 1957 in Bad Griesbach im Rottal) ist ein ehemaliger deutscher Skirennläufer.

## Biografie
Reichart begann bereits im Alter von drei Jahren mit dem Skifahren und gewann zweimal die Deutschen Juniorenmeisterschaften im Riesenslalom. Ab 1977/78 startete er im Alpinen Skiweltcup. Sein bestes Ergebnis und gleichzeitig sein einziges in den Punkterängen war ein zehnter Platz im Riesenslalom von Val-d’Isère am 10. Dezember 1977. 1978 und 1980 wurde Reichart Deutscher Riesenslalommeister. Bei den Alpinen Skiweltmeisterschaften 1978 in Garmisch-Partenkirchen belegte er als zweitbester Deutscher den 20. Platz in seiner Spezialdisziplin, drei Hundertstelsekunden hinter seinem Landsmann Albert Burger. 1984 startete er zum letzten Mal im Weltcup.
Nach dem Ende seiner aktiven Karriere führte Edi Reichart eine Skischule in Bad Griesbach, war Trainer beim Deutschen Skiverband und übernahm 2005 den Posten des Technischen Direktors Alpiner Skisport beim Bulgarischen Skiverband.